# Gunnar Bucht
Gunnar Bucht   (Stocksund, 5 d'agost de 1927) és un compositor, investigador musical, escriptor i educador musical suec. El seu besavi era Anders Sidner, un dels fundadors de l'Associació d'Arts Musicals.

## Biografia
Gunnar Bucht va estudiar piano amb -Carl-Allan Moberg, Yngve Flyckt i Hans Eppstein, a més de teoria musical per a aquest últim. El 1947 va començar a estudiar musicologia a la Universitat d'Uppsala amb a Carl-Allan Moberg, Ingmar Bengtsson i Sven E. Svensson. El 17 de desembre de 1949, Bucht va debutar com a pianista i compositor amb el seu opus 1 Theme with Variations for Piano (Alla Cinquecento). El 1953 va presentar la seva dissertació de llicència sobre el ritual setmanal de les monges Vadstena, la música de l'orde de Bridget de finals del segle xiv tal com apareix en manuscrits dels segles XV i XVI. Durant el mateix període, Bucht va estudiar composició i contrapunt amb a Karl-Birger Blomdahl, i violí amb a Sven-Erik Bäck. Després van seguir uns anys a l'estranger i estudis amb a Carl Orff a Múnic, Goffredo Petrassi a Roma i l'estudiant de d'Arnold Schönberg i Max Deutsch a París.
Gunnar Bucht és un dels compositors suecs més significatius del segle xx. Al llarg dels anys, ha participat en diversos debats musicals i ha format diversos compositors (inclosos Anders Hillborg, Thomas Jennefelt, Ingvar Karkoff, Pär Lindgren i Karin Rehnqvist) que s'han donat a conèixer a l'escena musical sueca i alguns dels quals al seu torn són o tenen han estat actius com a educadors a les acadèmies musicals.
Bucht va ser elegit membre de l'Associació de Compositors de Suècia el 1954 i en fou president el 1963–69. Va ser elegit president de Fylkingen 1956-59 i va estar actiu tant a la secció sueca de l'ISCM (1960-72) com al seu presidium internacional. Professor de musicologia a la Universitat d'Estocolm 1962. Professor titular 1965-70, 1974-75 i 1984-1987. El 1964 va ser elegit membre de la "Royal Academy of Music" i va ser membre de la junta directiva el 1983–91. En els anys 1970–73, Bucht va ser agregat cultural a l'ambaixada sueca a Bonn. Va ser professor de composició a la "Royal Academy of Music" a Estocolm 1975-85 i principal allà 1987-93.
El 1987, Gunnar Bucht va rebre la medalla "Litteris et Artibus", el 2001 la Medalla a la promoció de les arts escèniques i el 2003 el premi Hugo Alfvén. Bucht és un dels que va rebre una garantia d'ingressos estatal per a artistes, el departament de professors i antics professors, el setembre de 2009.

## Honors i premis
- 1962 - Premi Lesser Christ Johnson a la simfonia núm. 4
- 1964 - Membre núm. 716 de la Royal Academy of Music
- 1987 - Litteris et Artibus
- 2001 - Medalla per a la promoció de la música
- 2003 - Premi Hugo Alfvén